# Sauna

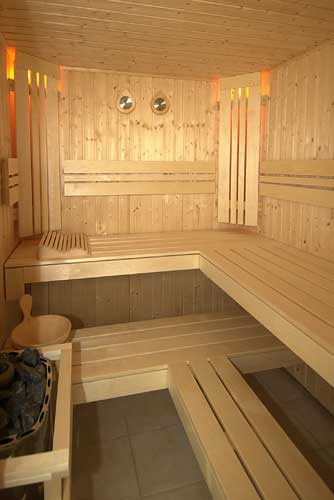
L'intérieur d'un sauna

Le sauna (ou bain finnois, venant du finnois sauna et de l'estonien saun) est une petite cabane de bois ou une pièce dans laquelle on prend un bain de chaleur sèche, pouvant varier de 70 °C à 100 °C, pour le bien-être. La pratique du sauna est une tradition sociale et familiale qui semble exister depuis plus de 2 000 ans dans les pays nordiques. Symbole emblématique des pays de culture fennique (Finlande et Estonie), le sauna s'est aussi répandu en profondeur dans les pays scandinaves comme la Suède, et les pays baltes tels que la Lettonie.
Le sauna de fumée traditionnel de la région du Võromaa, dans le Sud de l'Estonie, est le premier type de sauna à être inscrit au Patrimoine culturel immatériel de l'UNESCO en 2014, suivi par la tradition finlandaise du Sauna en 2020. La deuxième ville de Finlande Tampere est par ailleurs considérée comme la « capitale mondiale du sauna »,,,,.

## Température
Un sauna est chauffé par un poêle à bois ou électrique appelé kiuas. Le poêle chauffe des pierres à sauna (kiuaskivi) dans un réceptacle situé à l'intérieur du sauna. On utilise des pierres n'éclatant pas sous les chocs thermiques et accumulant bien la chaleur. Elles sont souvent, mais pas toujours, d'origine volcanique : diabase, gabbro, péridotite, stéatite. On trouve même des pierres synthétiques en céramique et certains poêles modernes sont constitués d'une dalle sur laquelle on fait ruisseler l'eau.
Une fois les pierres surchauffées, une louche d'eau est versée dessus, produisant spontanément de la vapeur (löyly). L'opération peut être répétée plusieurs fois.
Le sauna originel est sec : Entre 3 et 20 % d’humidité. C'est pourquoi les températures y sont bien plus élevées que dans le hammam : 80 à 90 °C en moyenne.
Dans certaines juridictions, la température maximale est normalisée et tout dépassement dans un établissement public peut constituer un motif de fermeture.
- Aux États-Unis (U.L.) et au Canada (CSA/ACNOR), celle-ci ne doit pas dépasser 90 °C.

Il n'est cependant pas rare pour les Finlandais de prendre des saunas à 110 °C, le record du monde étant détenu par un Finlandais ayant passé environ quinze minutes dans un sauna chauffé à 120 °C (voir les sports insolites en Finlande).
La sensation de chaleur est évidemment liée à la température, mais pas uniquement. Lorsque de la vapeur est produite en versant de l'eau sur les pierres, celle-ci va se condenser sur le corps des occupants, car ceux-ci sont relativement froids. En condensant, la vapeur d'eau cède de la chaleur sur les occupants. C'est donc la chaleur latente de changement de phase, phénomène inverse de la transpiration, qui est la principale responsable de la sensation de chaleur en cas de vapeur,.

## Tenue

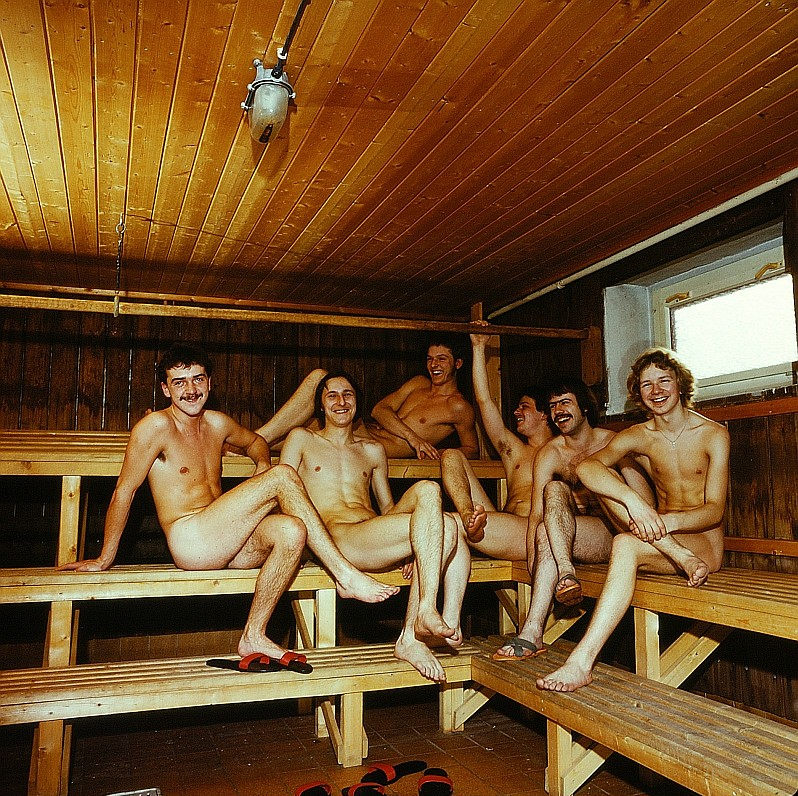
Sauna du combinat minier et métallurgique Albert-Funk à Freiberg en RDA (1980).

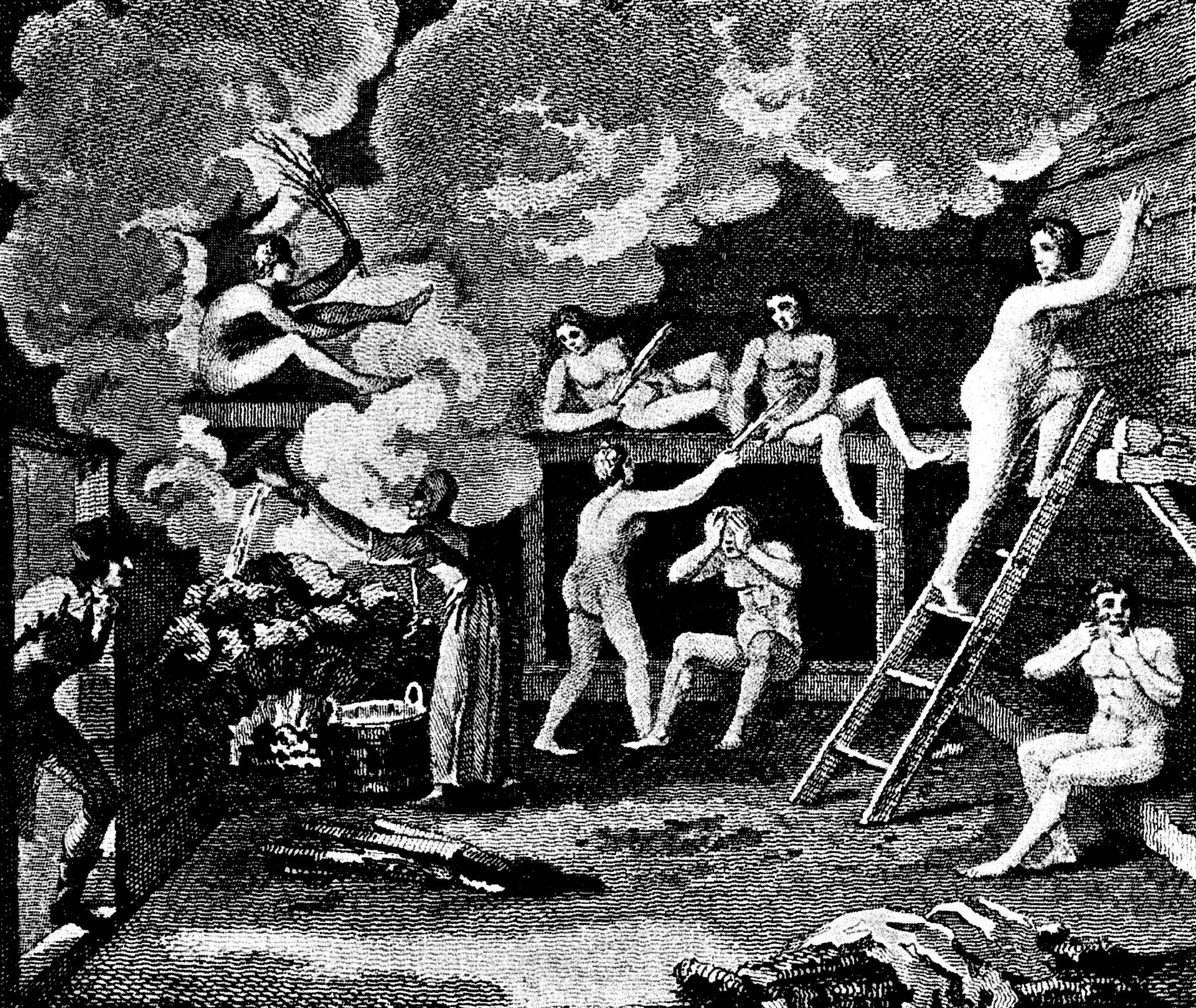
Sauna (1802).

Dans le sauna traditionnel, la nudité est la norme, pour les femmes comme pour les hommes. Une serviette est posée entre le banc et la peau, pour absorber la sueur et pour protéger la peau de la chaleur du bois. Le port d'un maillot de bain n'est pas hygiénique[réf. à confirmer], car la chaleur et l'humidité y favorisent la prolifération et la dissémination de microbes et de germes, comme la trichomonase, la chlamydia et le gonocoque[réf. nécessaire]. Sans maillot, l'air sec et chaud contribue au contraire à la disparition de ces microbes très sensibles à la dessiccation[réf. nécessaire].
Dans les pays nordiques et germaniques, ainsi qu'en Europe centrale, le port du maillot de bain est généralement prohibé. Dans d'autres pays, les impératifs d'hygiène[réf. nécessaire] ont été mis à mal par des considérations commerciales, afin de séduire une clientèle rebutée par la nudité en public[réf. nécessaire]. Ceci peut conduire à l'autorisation du port du maillot de bain dans la cabine de sauna, voire à l'interdiction de la nudité. Cette tendance qui va à l'encontre des règles élémentaires d'hygiène[réf. nécessaire] et des traditions est devenue importante en France, notamment dans les saunas attachés à une piscine, un spa, un hôtel ou une résidence de tourisme.

## Aspects médicaux
La chaleur sèche augmente le débit cardiaque, la fréquence cardiaque et entraîne une vasodilatation périphérique avec une sudation. La pratique du sauna est corrélée avec une moindre survenue d'accidents cardiaques et une diminution de la mortalité cardio-vasculaire.
Le sauna semble apaiser certaines douleurs articulaires.
En plus de ces bienfaits, le sauna peut également contribuer à réduire le stress et améliorer la qualité du sommeil. La chaleur relaxante du sauna aide à détendre les muscles et l'esprit, favorisant ainsi un état de détente profonde. Cette relaxation peut aider à soulager le stress accumulé et faciliter l'endormissement, en améliorant la qualité globale du sommeil.
Il existe cependant quelques précautions. Ainsi la prise de boissons alcoolisées peut favoriser les effets cardiaques et est déconseillée. De même, la sudation peut aggraver les symptômes de certaines affections dermatologiques (prurit). Le sauna est déconseillé aux personnes ayant une maladie cardiaque non stabilisée, en particulier s'il existe une maladie des artères coronaires.

## En Finlande et en Estonie

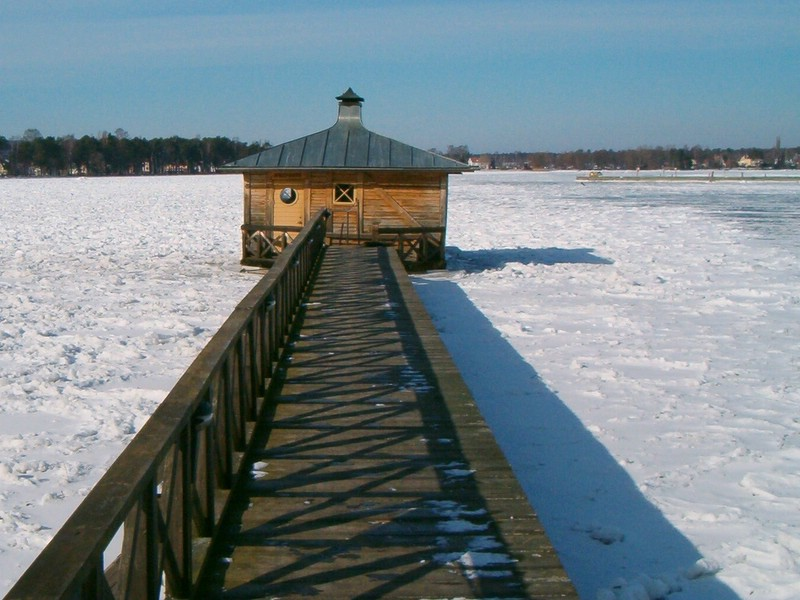
Sauna sur le lac Vättern en Suède.

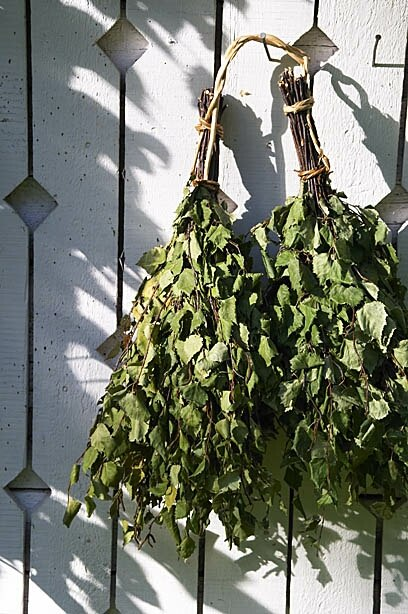
vihta (ou encore vasta) réalisés avec des rameaux de bouleau.

Le sauna est une tradition sociale et familiale finlandaise et estonienne depuis plus de 2 000 ans. À l'origine, les saunas étaient de petites cabanes construites avant même la maison d'habitation. Les femmes finlandaises et estoniennes accouchaient naguère dans les saunas en raison de la grande hygiène qui y règne et de la facilité d'entretien.
Ils sont un élément important des relations sociales en Finlande et Estonie. Même des négociations politiques et économiques peuvent y avoir lieu.
Dans les mökki, maisons de campagne finlandaises, il est courant, et en toute saison, de se baigner dans le lac (järvi) ou la rivière (joki) situé à proximité plutôt que de prendre une douche classique après le sauna. En plein hiver l'activité de sauna commence donc par l'entretien du trou dans la glace prévu à cet effet. À la campagne, durant le bain de chaleur on peut également en profiter pour se flageller légèrement à l'aide de jeunes rameaux de bouleau (rauduskoivu) formant une sorte de martinet semi-rigide appelé vihta ou bien vasta, afin de stimuler encore plus la circulation sanguine.
On trouve des saunas partout en Finlande (2 à 3 millions de saunas pour 5,4 millions d'habitants) : dans les maisons particulières comme dans les hôtels, les bateaux, les entreprises, le Sénat, le palais présidentiel, etc. Toute la population finlandaise pourrait donc tenir dans les saunas du pays.
L'École navale de Finlande, située à Suomenlinna, possède le plus grand sauna du pays.
La bourgade de Muurame possède un village du sauna (saunakylä), musée de plein air présentant une trentaine de saunas provenant de toute la Finlande.
Spécificité du sauna finnois moderne : le sauna n'est pas aussi chaud qu'en Allemagne, mais beaucoup plus humide. Généralement, une température de 65 degrés est suffisante car c'est l'eau ajoutée sur les pierres, en quantité très importante (plusieurs litres par séance, et pas que quelques louches), qui amène l'effet recherché par évaporation. Il est aussi la norme d'avoir un boiler où l'eau bout en continu, ce qui dispense de manière continue de la vapeur d'eau. Le boiler est souvent incorporé au poêle; l'eau est ainsi chauffée par la même source de chaleur que les pierres. Vous ne verrez jamais en Finlande une personne secouer un linge pour amener de l'air sur les personnes présentes, ce qui est au contraire très fréquent en Allemagne où le taux d'humidité reste extrêmement bas dans les saunas.

## Historique
Les cabanes de sudation étaient connues des hommes préhistoriques des régions tempérées et froides de l'hémisphère nord.
En restent pour témoins les peuplades de Sibérie et les tribus amérindiennes des actuels États-Unis et Canada dont beaucoup utilisaient des huttes de transpiration (sweat lodge dans les documents en anglais) lors de l'arrivée des Européens.
C'étaient des édifices en branchage dans lesquels on roulait des pierres chauffées dans un feu de bois.
Le malade ou le guerrier voulant se purifier s'isolait dans ce local sommaire que des comparses fermaient hermétiquement.
Dans un premier temps les huttes de transpiration ont été améliorées en sauna enterré puis, avec la maîtrise du travail du bois, les cahutes devinrent maisonnettes en bois empilé à la manière des fustes dans une bonne partie de l'Europe. Ce sont les saunas à fumée, que l'on appelait étuves en France. Au XIVe siècle, l'Église catholique d'Europe centrale et occidentale, luttant contre la nudité et la promiscuité, mit toute son énergie à éradiquer, en interdisant leur pratique et en fermant les établissements la permettant, la pratique de l'étuve et des bains publics (alors en plein essor au XIIIe siècle). Une des raisons invoquées pour bannir les saunas fut, comme pour les bains, de décréter que la pratique du sauna était responsable de nombreuses maladies courantes à l'époque comme la peste qui se répandait pensait-on par les pores dilatés qui absorbaient les miasmes, ce qui engendra par la suite la culture de la toilette dite sèche. Une autre raison invoquée fut que ces bains et saunas étaient assimilés à des lieux de débauche, parfois de façon justifiée même si cette débauche n'empêchait pas l'hygiène corporelle.
Le sauna est aussi comparable au temazcal très répandu chez les Mayas: une hutte de terre avec une petite ouverture basse; au centre on allume un feu dans lequel on surchauffe des pierres. On y transpire dans le noir. Sur les hauts plateaux du Guatemala, on a constaté que le temazcal remplace encore parfois la salle de bain.
Cette pratique survécut en Russie et dans les pays nordiques, plus tardivement christianisés, où les Églises orthodoxes et luthériennes surent en percevoir les bienfaits hygiéniques pour les populations.
Les traditions populaires russes associent le bannik (Банник) aux maisonnettes de bains : il s'agit d'un petit esprit domestique, parfois farceur, parfois cruel, qui hante ce lieu appelé bania (бaня).
Au début du XXe siècle, les athlètes finlandais aux Jeux olympiques puis les soldats de la guerre d'Hiver contribuent à faire connaitre le Sauna en dehors des pays nordiques. Plus généralement, la Finlande et la Suède contribuent à exporter le sauna en Europe après la seconde guerre mondiale. L'Estonie, alors occupée par l'Union soviétique, doit attendre le rétablissement de son indépendance en 1991 pour promouvoir la pratique du sauna, vu comme un moyen de renouer avec ses racines nordiques. Le sauna de fumée sud-estonien est finalement inscrit au patrimoine immatériel de l'UNESCO en 2014. Lors de l'invasion de l'Ukraine par la Russie en 2022, des ONG estoniennes construisent et livrent des saunas logés dans des conteneurs aux forces armées de l'Ukraine,.

## Utilisation avancée
Le sauna est avant tout un instant de détente et de convivialité dans le respect d'une hygiène garantissant le confort de chacun. L'utilisation recommandée ici vise à ces objectifs. Dans la pratique réelle, les durées et le nombre de passages en cabine varient selon la nature et le besoin de chacun.

### Premier sauna
Commencer par prendre une douche, d'abord pour se laver, ensuite pour se détendre. Puis se sécher.
Le premier sauna doit être court et intense. Entrer dans le sauna durant huit à douze minutes, jusqu'à ce que la sueur roule sur la peau (placer une serviette sur le banc s'il est trop chaud ou encore pour l'hygiène). La respiration devient plus profonde, le rythme cardiaque et la circulation sanguine se font plus rapides et dilatent les vaisseaux sanguins. La perte d’eau par transpiration peut être d’un litre par heure et la température corporelle peut alors monter jusqu’à 40 °C. Il n'est pas recommandé de boire entre[réf. nécessaire] mais après les passages en cabine pour compenser cette perte d’eau.
La chaleur dense peut s’avérer oppressante lors des premières séances. Les places hautes étant celles où l'air est le plus chaud, préférer des places plus basses si la chaleur semble trop étouffante.

### Deuxième sauna
Sortir du sauna afin de prendre un bol d'air frais à l'extérieur ou prendre un bain (en immersion complète si aucune contre-indication médicale ne l'interdit) ou une douche fraîche ou froide.
Se sécher, puis obligatoirement s'accorder au moins une quinzaine de minutes de détente, entrer à nouveau dans la cabine de sauna pendant une quinzaine de minutes.

### Troisième sauna
Pratiquer une troisième et dernière fois ce rituel : Air frais, bain ou douche froide, séchage, cabine.
Ressortir donc pour prendre à nouveau l'air frais, un bain ou une douche froide. Cela va nettoyer la peau.
Se sécher puis, après quelques minutes de détente, entrer une troisième fois dans la cabine de sauna. La sueur dégagée alors est entièrement « propre »[réf. nécessaire].
Ressortir pour se doucher ou se baigner puis se reposer environ vingt minutes après la dernière séance. Un court somme permettra la relaxation complète de tous les organes du corps.
Chaque bain ou douche doit être le plus froid possible ; ceci pour refroidir le corps et réaliser ainsi la constriction des pores de la peau et des vaisseaux sanguins préalablement dilatés par la chaleur.

### Résultat
L'impression de bien-être, de légèreté et de propreté à la sortie d'un sauna est très particulière, et même une température de 80 ou 90 °C ou encore l'immersion dans une eau proche du 0 °C est supportable voire très agréable, bien qu'il soit difficile de le croire avant d'avoir essayé.[réf. souhaitée]

## Typologie

### Sauna enterré
Une première évolution de la cabane de sudation a été le sauna enterré (maasauna). Une cavité de quelques mètres carrés est creusée dans le sol et recouverte de troncs jointifs sur lesquels on étale des écorces de bouleau et que l'on recouvre de mottes de terre. L'ensemble est fermé par une porte sommaire. Un foyer constitué de grosses pierres est placé dans un angle et une banquette en terre recouverte de végétaux est établie en face.
Le fonctionnement est identique à celui du sauna à fumée. Le fait d'enterrer le sauna améliore grandement l'isolation thermique et permet son usage en plein hiver quel que soit le vent et le froid. À l'heure actuelle, le sauna enterré est pratiqué en Finlande par des passionnés dans le cadre de stages de survie ou de retour aux traditions anciennes.

### Sauna mobile
Une communauté de gens ont aussi entrepris la construction de saunas dans des véhicules divers et variés, de taille variable. Le plus petit a été vu au festival de sauna mobile Sauna Ajot à Teuva (Finlande). Il s'agit d'une cabine téléphonique transformée. Le plus gros est un semi-remorque de 40T construit à des fins commerciales. Entre autres, de nombreux passionnés s'amusent aussi à en construire dans des moissonneuses-batteuses, des véhicules amphibies, des remorques, des camions-sauna transformés à partir de bétaillères, de camions de pompiers, de remorque pour vélo, etc.

### Sauna à fumée
L'ancêtre du sauna moderne est le sauna à fumée (savusauna).
Le poêle (savukiuas) est constitué d'un tas de pierres de plusieurs centaines de kilos sous lequel on établit un feu de bois assez vif pendant plusieurs heures.
L'essence de bois la meilleure est l'aulne, mais on peut aussi employer du bouleau écorcé. La fumée envahit l'étuve et s'échappe par une petite cheminée en bois après avoir déposé une fine couche de suie qui culotte le sauna comme une pipe et lui donne son parfum inimitable. À la fin de la chauffe, on éteint le feu, on évacue les cendres et les braises et on ventile le sauna en ouvrant en grand la porte. Il est alors important que le tas de pierres ne dégage plus de fumerolles. Lorsque le sauna est prêt, on obture la cheminée et on ferme la porte. Une personne expérimentée versera l'eau pour créer les vagues de vapeur sèche (löyly). Il ne faut pas asperger le tas, mais verser la louchée doucement et tout entière au même endroit. Le filet d'eau va alors traverser la masse de pierres brûlantes et se transformer en vapeur surchauffée et invisible. Si le tas de pierres est suffisamment important, le sauna pourra fonctionner plusieurs heures. Les adultes l'utiliseront en premier, pour profiter de la chaleur la plus dure, et les enfants et les personnes fragiles passeront en dernier, lorsque la chaleur sera plus douce.
On peut trouver des saunas à fumée dans les exploitations agricoles anciennes, mais plus sûrement dans de nombreux centres de loisir ou dans les campings.

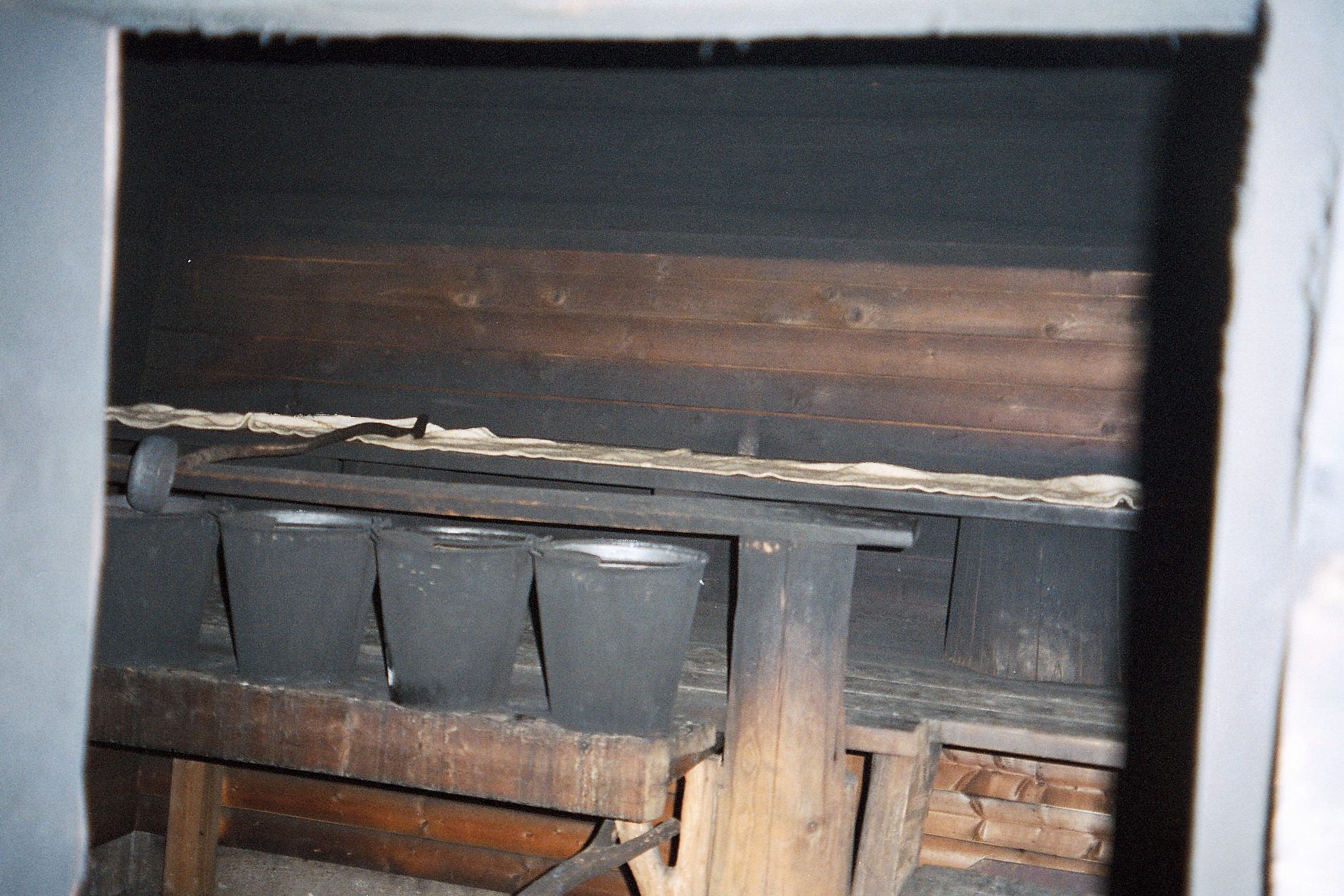
Intérieur d'un sauna à fumée collectif. La banquette est recouverte d'une bande de tissu pour l'hygiène. Les seaux (recouverts de suie) contiennent l'eau qui sera versée sur le poêle avec la louche à long manche.
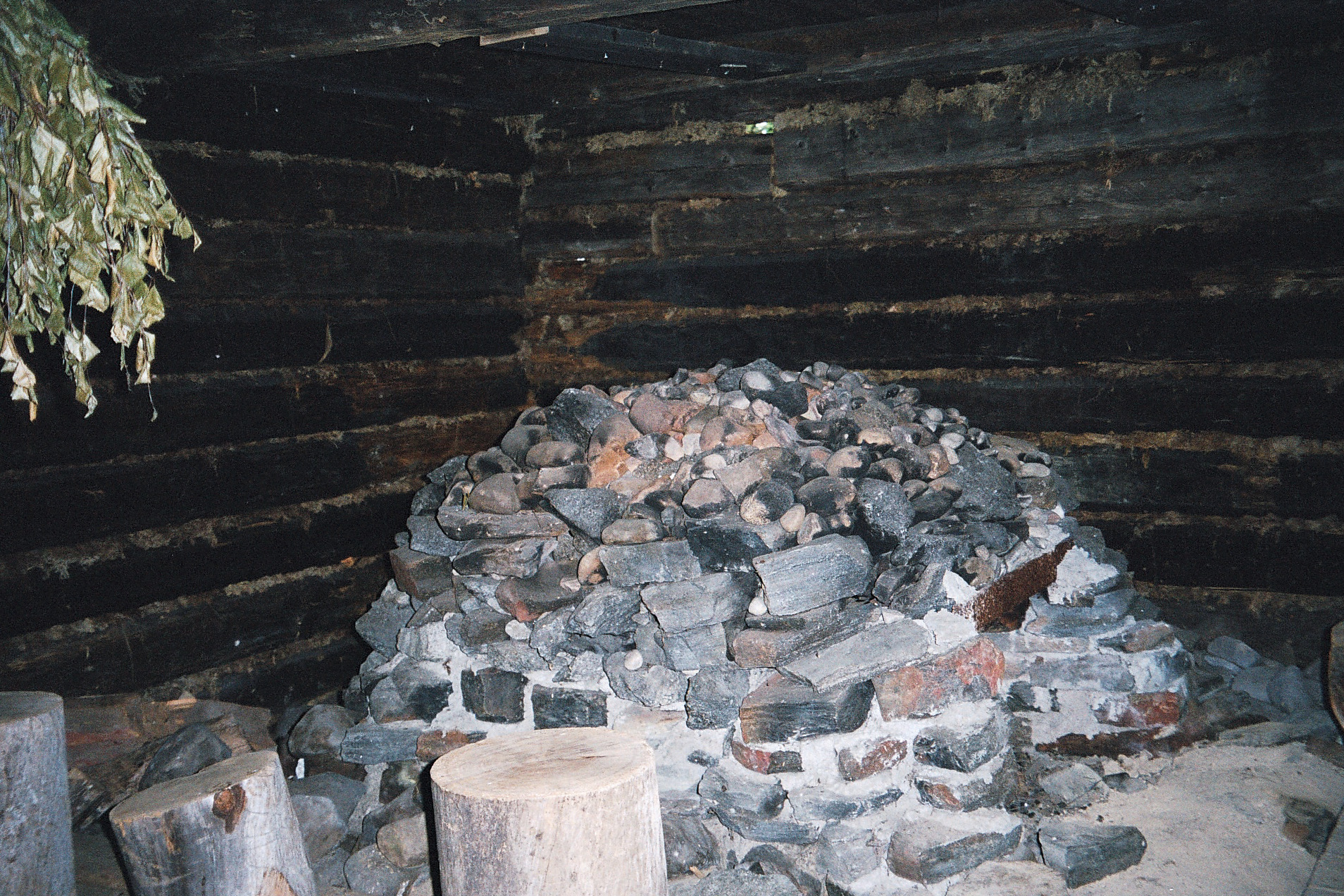
Poêle de sauna à fumée (Musée de la forêt lapone à Rovaniemi). Il s'agit d'une reconstitution d'un sauna de forestiers tels qu'on en trouvait en Laponie. Dans une installation moderne, il serait prudent d'isoler le mur en rondins de la chaleur du poêle.
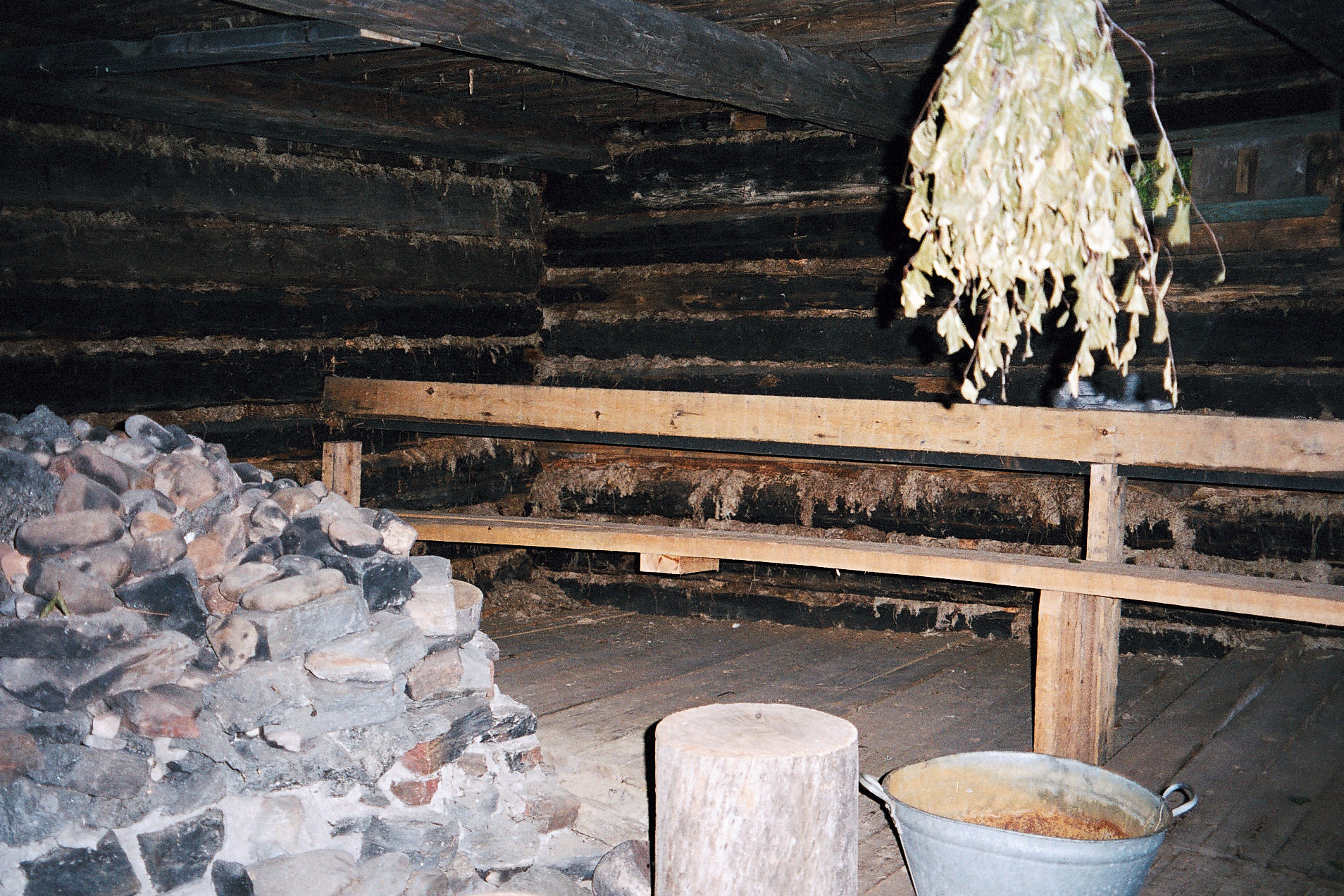
Sauna à fumée (Musée de la forêt lapone à Rovaniemi). Les murs en rondins sont calfeutrés avec de la sphaigne.

## Prononciation et genre
Le mot sauna est un des rares mots fenniques pleinement adopté par la langue française. Sa prononciation s'est donc francisée en [sona]. En finnois on dit [sauna]. La langue finnoise ne connaît pas les genres grammaticaux. Jusqu'au milieu du XXe siècle les traducteurs optaient pour le féminin, sur le modèle de « étuve finlandaise ».
Par exemple, en 1941, Aurélien Sauvageot proposait dans Guerre dans le désert blanc : « Les fameuses saunas, on n'en voyait naturellement pas, mais on disait qu'elles perchaient en bas, sur le bord du lac,... ». Aujourd'hui on dit « un sauna », sur le modèle de « bain de vapeur sèche à la finlandaise ».

## Dictons
Les finlandais sont friands de dictons et proverbes. Bon nombre sont consacrés au sauna. On peut citer :

« Sisulla saunaan. »

— (Allons) bravement au sauna.
Plutôt ironique quand on sait que le sauna est un plaisir pour la grande majorité des Finlandais.

« Saunassa sappi sammuu,
 Vihtoen viha viilenee. »

— Le sauna éteint l'amertume,
La flagellation apaise la rancune.
Souligne l'aspect apaisant et sédatif du sauna. Ce dicton est construit sur la métrique du Kalevala : allitération de la première syllabe, le deuxième vers paraphrase le premier.

## Compétition de sauna
Les championnats du monde de sauna sont organisés sous la forme d'un concours d'endurance tous les ans de 1999 à 2010, à Heinola en Finlande. Après la mort d'un des finalistes lors du championnat de 2010, ceux-ci sont définitivement annulés.

## Activités naturistes
- SPA & soins: Sauna

## Ingénierie et simulation
La simulation informatique du comportement thermo-aéraulique d'un sauna permet d'en optimiser le fonctionnement (confort thermique, consommation, évitement de la zone de douleur au sens de la courbe de Stoll, etc.),,.

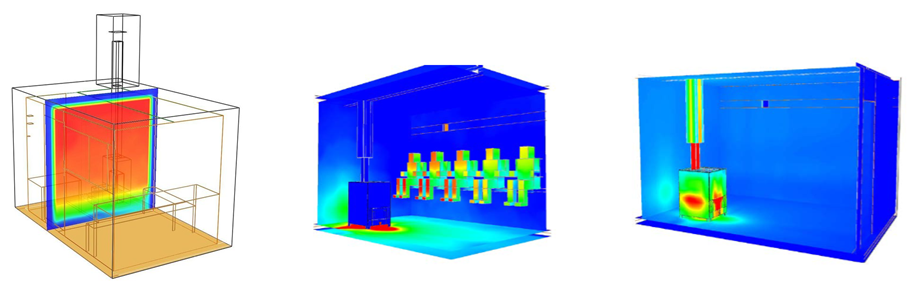
Simulation numérique d'un sauna à bois,.

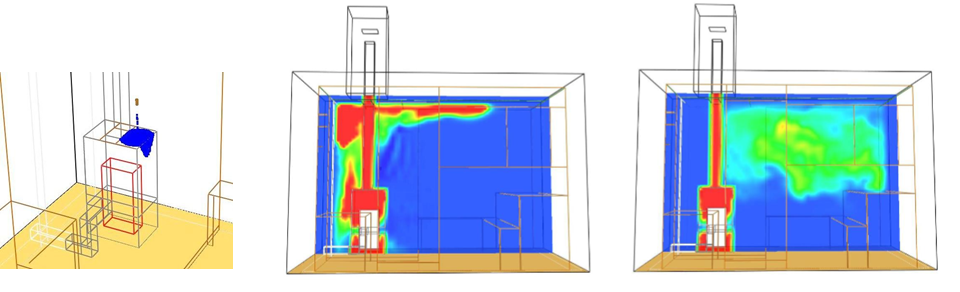
Simulation numérique d'un nuage de vapeur dans un sauna à bois,.

## Magazine et journal
Un journal scientifique international sur le sauna est à l'étude en 2016, le International Journal of Sauna Studies, qui se concentrerait sur la santé, l'histoire et la culture, la technologie et le design.
Il existe également un magazine publié par la Finnish Sauna Society (Société Finlandaise du Sauna) traitant des différents aspects de la pratique du sauna.

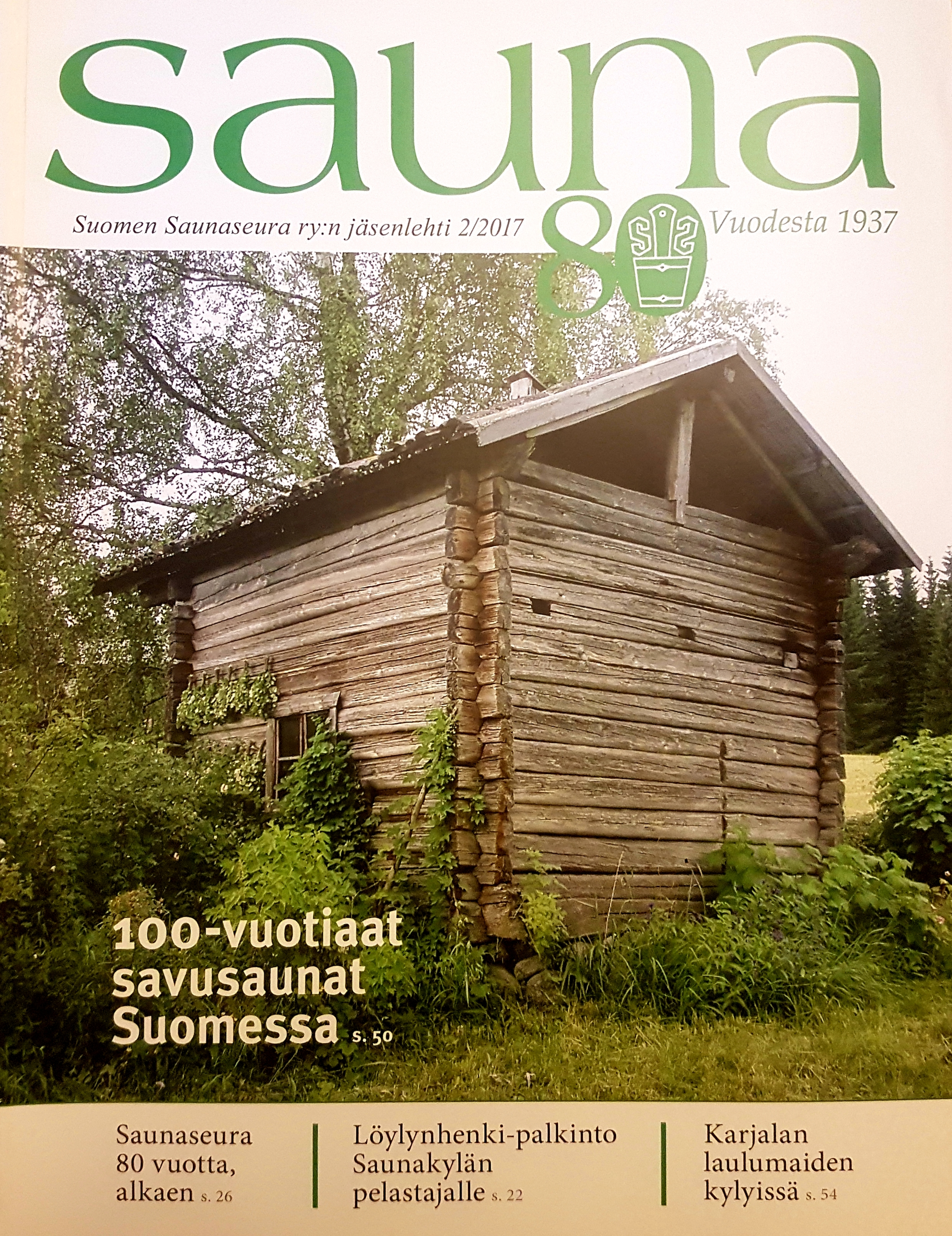
Couverture du Sauna Magazine de la Finnish Sauna Society